# 米拉韦特德拉谢拉
米拉韦特德拉谢拉，是西班牙阿拉贡自治区特鲁埃尔省的一个市镇。总面积37平方公里，总人口42人（2001年），人口密度1人/平方公里。